# Liberté FC
El Liberté FC es un equipo de fútbol de Níger que juega en la Primera División de Níger, la primera categoría nacional.

## Historia
Fue fundado en el año 1966 en la capital Niamey y fue uno de los equipos fundadores de la Primera División de Níger en 1974. Su primer título oficial fue la Copa de Níger en el año 1976.
La mejor época del club ha sido entre los años 1980 y años 1990, periodo en el cual llegó a siete finales de la Copa de Níger, ganando tres de ellas de manera consecutiva.
A nivel internacional ha participado en tres torneos continentales en donde nunca han superado una fase eliminatoria.

## Palmarés
- Copa de Níger: 4

1976, 1987, 1988, 1989

## Participación en competiciones de la CAF
| Temporada | Torneo          | Ronda      | Club            | Casa | Visita | Global |
| --------- | --------------- | ---------- | --------------- | ---- | ------ | ------ |
| 1976      | Recopa Africana | 1          | Al Ahli Tripoli | 0-5  | 1-4    | 1-9    |
| 1989      | Recopa Africana | 1          | USM Alger       | 1-0  | 0-4    | 1-4    |
| 1990      | Recopa Africana | Preliminar | Tourbillon FC   | 0-0  | 1-2    | 1-2    |

## Jugadores

### Jugadores destacados
- Ibrahim Tankary[1]